# Melanotettix dibelonius
Melanotettix dibelonius är en insektsart som beskrevs av Bruner, L. 1904. Melanotettix dibelonius ingår i släktet Melanotettix och familjen gräshoppor. Inga underarter finns listade i Catalogue of Life.